# Десульфурация сплавов железа

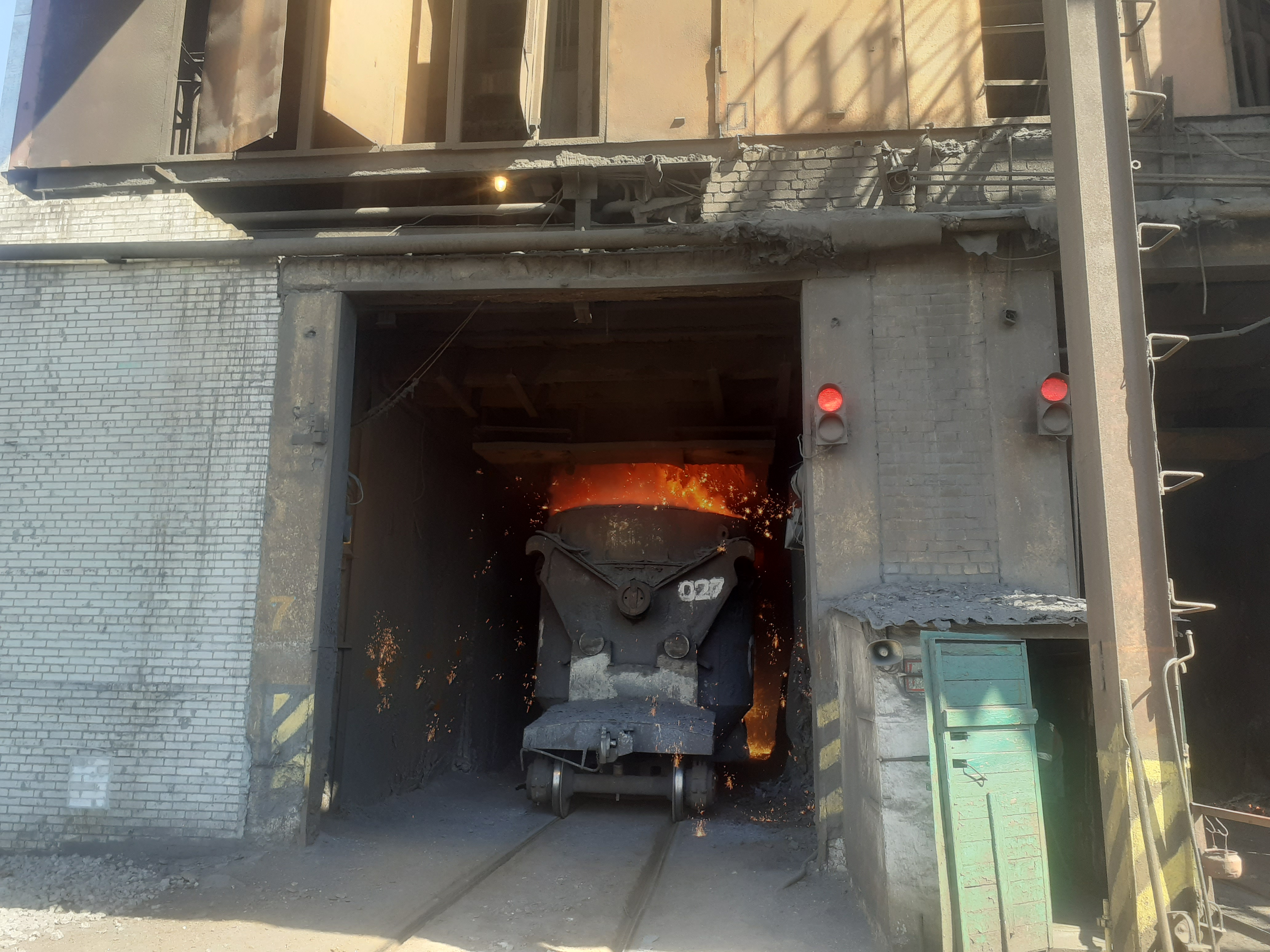
Установка по десульфурации чугуна магниевой проволокой на металлургическом комбинате Азовсталь

Десульфурация (от де… и лат. sulphur — сера), десульфуризация, обессе́ривание — физико-химические процессы, способствующие удалению серы из расплавленного чугуна или стали.

## Значение десульфуризации
Сернистые соединения в стали снижают её механическую прочность и свариваемость, а также ухудшают её электротехнические и антикоррозионные свойства. В случае, если не удалять серу из металлов, то при их кристаллизации и дальнейшем охлаждении будет наблюдаться выделение сульфида и закиси железа. Чистый FeS имеет температуру плавления 1190 °C, а оксисульфидный расплав имеет эвтектику с температурой затвердевания приблизительно равной 985 °C, что намного ниже температуры плавления металла (~ 1500 °C). Это способствует тому, что при кристаллизации сульфид и оксисульфид железа выделяется в жидком виде, что приводит к смачиванию твердого металла и образованию неметаллических плёнок, снижающих прочность металла при температурах красного кипения (данное явление приводит к разрушению слитка или листа при горячей  пластической деформации называется красноломкостью). Прочность стали также снижается и при низких температурах (до —30 °C).

## Внедоменная десульфурация
Внепечное обессеривание чугуна было предложено британским металлургом Эрнестом Сенитером в 1890-е гг., однако широкое распространение оно получило лишь в 1960-е гг.
Производится после окончания периода кипения металла и проходит в две стадии:
- прочное связывание серы в сульфиды и их переход в шлак
- взаимодействие сульфидов с основаниями.

{\displaystyle {\mathsf {FeS+CaO\rightarrow CaS+FeO}}}
Эффективными десульфуризаторами для ковшовой обработки чугуна являются оксид кальция, карбид кальция, сода, также в разное время использовались или используются флюорит, магний, манганокальцит, поваренная соль, карбонаты и хлориды магния и кальция, а также разнообразные их комбинации.

## Условия
Для наиболее полного обессеривания металла необходимо соблюдение следующих условий:
- высокая температура;
- высокая основность и жидкоподвижность шлака;
- низкое содержание кислорода в шлаке и металле;
- минимальное содержание серы в газовой фазе;
- скачивание шлака.